# Live Oak and Gulf Railway
| Live Oak & Gulf Railway in Luraville um 1896 |                      |           |                                 |
| |                      |           |                                 |
| Streckenlänge: | 32 km                |           |                                 |
| Spurweite: | 1435 mm (Normalspur) |           |                                 |
| |                      |           |                                 |
| \| \| Meilen \| \| \| \| \| 0 \| Live Oak \| 30° 17′ 50,8″ N, 82° 59′ 7,7″ W \| \| \| 2 \| Dowling \| Dowling \| \| \| 7 \| Laurent \| Laurent \| \| \| 11 \| Rossburg \| Rossburg \| \| \| 17 \| Densler \| Densler \| \| \| 19 \| Luraville \| 30° 7′ 20,6″ N, 83° 10′ 9,5″ W \| \| \| 20 \| Peek \| Peek \| |                      |           |                                 |
| | Meilen               |           |                                 |
| Kopfbahnhof Streckenanfang (Strecke außer Betrieb) | 0                    | Live Oak  | 30° 17′ 50,8″ N, 82° 59′ 7,7″ W |
| Haltepunkt / Haltestelle (Strecke außer Betrieb) | 2                    | Dowling   | Dowling                         |
| Haltepunkt / Haltestelle (Strecke außer Betrieb) | 7                    | Laurent   | Laurent                         |
| Haltepunkt / Haltestelle (Strecke außer Betrieb) | 11                   | Rossburg  | Rossburg                        |
| Haltepunkt / Haltestelle (Strecke außer Betrieb) | 17                   | Densler   | Densler                         |
| Haltepunkt / Haltestelle (Strecke außer Betrieb) | 19                   | Luraville | 30° 7′ 20,6″ N, 83° 10′ 9,5″ W  |
| Kopfbahnhof Streckenende (Strecke außer Betrieb) | 20                   | Peek      | Peek                            |

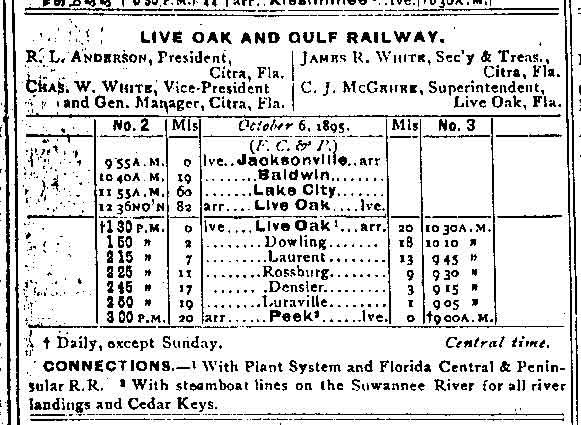
Fahrplan vom 6. Oktober 1895

Die Live Oak & Gulf Railway war eine von 1895 bis 1916 privat betriebene Normalspurbahn im  Suwannee County im US-Bundesstaat Florida.

## Geschichte

### Gründung
Charles White und James White aus New York City, die in Citra französische Immobilien verwalteten, gründeten zusammen mit Robert L. Anderson aus Ocala am 4. Januar 1895 die Live Oak & Gulf Railway Company mit einem Aktienkapital von 5000 $. Anderson war Präsident, Charles White war Vizepräsident und James White war Sekretär und Schatzmeister. Sie übernahmen sie das Gleisbett und das Vermögen der Live Oak, Luraville & Deadman’s Bay Railroad (LOL&DBRR), aber nicht deren Charta.
Ursprünglich hatte Robert Anderson 5 Aktien, Charles White 10 und James White 35. Aber am 5. März 1895 wurde das Kapital auf $150.000 erhöht, obwohl zu diesem Zeitpunkt nur $5000 ausgegeben worden waren. Auch W.C. Remick und Thomas McIntosh von der LOL&DBRR wurden an Bord geholt und hielten jeweils 5 Aktien, die sie von Charles und James White übernahmen. Daraufhin wurde ein Hypothekenkonto bei der New York Security and Trust Co. aus New York City eröffnet.

### Bau
Die Bauarbeiten begannen im Februar 1895 mit hohem Tempo, so dass am 1. März 1895 bereits eine Meile (1,6 km) Gleis verlegt worden waren. James R. Morehead überwachte den Bau als sogenannter Roadmaster. Am 15. Mai 1895 war die gesamte 12 Meilen lange Strecke vom Endbahnhof der Dowling's Log Railroad bis zum Suwannee River bei Peek, 2 Meilen westlich von Luraville, fertig. Anleihen im Wert von 100.000 $ wurden von der Hypothekenbank ausgegeben.

### Betrieb
Der Betrieb wurde am 1. Mai 1895 mit Charles McGehee aus Live Oak als General Manager aufgenommen. Die Live Oak & Gulf Railway besaß zwei Lokomotiven. Der Lokschuppen befand sich auf dem Gelände der Mühle in Live Oak. Außerdem besaß das Unternehmen einen Personenwagen und einen dazu passenden Gepäckwagen. Zwei Flachwagen rundeten den Wagenpark ab. Der Betrieb lief im ersten Jahr gut: Über 9000 Tonnen Phosphat wurden bei einem Umsatz von $11.388 transportiert. Die Gesellschaft verdiente 1854 $ für den Transport von Stückgut und 1036 $ für die Beförderung von Passagieren. Die Ausgaben beliefen sich auf nur 6080 $, was zu einem positiven Ergebnis führte.

### Niedergang und Schließung
1897 war  ein schlechtes Jahr und ein Wendepunkt für die Live Oak & Gulf Railway, denn die Phosphatproduktion wurde Ende 1896 eingestellt, nachdem festgestellt worden war, dass der Eisengehalt zu hoch war. Im Jahr 1897 wurde überhaupt kein Phosphat verschifft, und die Eisenbahn musste vom Erztransport auf allgemeinen Gütertransport umfokussieren. Die Live Oak & Gulf wurde am 30. Juni 1905 zusammen mit der Suwannee & San Pedro Railroad (S&SP) zur Florida Railway verschmolzen. Die Florida Railway betrieb die Strecke bis Luraville und die ursprünglichen 9 Meilen (14,5 km) der ehemaligen LO&G für die nächsten elf Jahre, bis 1916 der Betrieb eingestellt wurde und die Schienen verschrottet wurden.